# Dustin Kensrue
 (décembre 2017).
Si vous disposez d'ouvrages ou d'articles de référence ou si vous connaissez des sites web de qualité traitant du thème abordé ici, merci de compléter l'article en donnant les références utiles à sa vérifiabilité et en les liant à la section « Notes et références ».
Dustin Michael Kensrue (né le 18 novembre 1980) est le chanteur-guitariste américain et auteur du groupe post-hardcore californien Thrice. Il mène également une carrière d'artiste en solo.
En parallèle du groupe Thrice, Dustin Kensrue sort plusieurs albums solos : Please Come Home le 23 janvier 2007, This Good Night Is Still Everywhere en 2008 ainsi que Carry the Fire en 2015.